# سكينة حبيب الله
سُكينة حبيب الله (1989) كاتبة قصصية وشاعرة مغربية. ولدت في الدّار البيضاء. درست الاقتصاد ثم تخصصت في القانون باللغة الفرنسية. لها مجموعات شعرية وقصصية وروايات منشورة، وحصلت على عدة جوائز أدبية وتشجيعية.

## سيرتها
ولدت سُكينة حبيب الله سنة 1989 م/ 1409 هـ في الدار البيضاء. درست الاقتصاد ثم تخصصت في القانون باللغة الفرنسية.

## مهنتها الأدبية
بدأت بنشر كتاباتها على مدونتها الشخصية وعلى حسابها بالفيسبوك منذ 2010.

### الرواية
نشرت روايتها الأولى «بريد غير مقروء» سنة 2012 ثم روايتها الثانية «لماذا على زبيدة أن تنتحر؟»، وهي رواية عن أم انتحرت في بلدة صغيرة شمال المغرب. قدمت في روايتها الثالثة «بيت القشلة» (2016) حكاية شخصية اسمها «هاجر بوشعيب»، «تلك الفتاة التي عانت طوال حياتها من غياب والدها، تعيش ناقمة عليه وعلى أمها، لا تفهم شيئًا من ذلك الماضي الغريب، ولا تعلم لغيابه واختفائه عنها سببًا، ثم ما إن تتعرّف على بقية فصول الحكاية حتى تفاجئ بأن أباها مثلها يهرب من حكاية شبيهة!».

### القصة القصيرة
أصدرت مجموعتها القصصية الأولى «أشياء لا تنمو مرتين» سنة 2012. ثم نشرت «ربما غداً» في 2020، وهي مجموعة من 12 قصّة. تحكي حدثاً فارقاً في حياة 12 شخصيّة.

### الشعر
تكتب قصيدة النثر وتعتمد على السرد أحياناً. تصنّف بأنها شاعرية «أنثوية». صدر لها ديوانان عام 2014، هما «ربع قرن من النظر» و«لا لزوم لك». وصفت المجموعة «ربع قرن من النظر» «حالة إنسانية عميقة تبدو فيها الكلمات هي الانعكاس الصادق لما تعيشه الشاعرة.»

ثم نشرت «خمس فراشات منزوعة الأجنحة» في 2016. وفي 2019 مجموعتها الشعرية الرابعة «خطة بديلة» ، تسعى فيها إلى تقديم خطة بديلة لمسار الحياة، وركزت فيها على «محاولات متكرِّرة لإيجاد خُططٍ بديلة والتحايل قدر الإمكان على الحياة وانعطافاتها المفاجئة وخيباتها التي لا تنتهي.». وبرأي ناظم بن إبراهيم تمثلت فيها «قدرتها على تجاوز تلك النزعة الأنثويّة المصطنعة الّتي نجدها في نصوص نسويّة كثيرة ترى كينونة المرأة مجرّد امتداد عرضيّ تشوّهه غريزة ذكوريّة ترغب فيه بلا توقّف.».

## جوائزها وتكريمها
فازت بعدة جوائز خلال مهنتها الأدبية، منها:
- نوفمبر 2012: حازت مجموعتها «أشياء لا تنمو مرتين» بالمرتبة الثالثة في النسخة الثانية من جائزة أحمد بوزفور للقصاصين الشباب بالوطن العربي.[12]
- فبراير 2015: جائزة المورد الثقافي في الأدب عن روايتها «ماذا على زبيدة أن تنتحر؟».[4][13]
- أغسطس 2015: جائزة بلند الحيدري للشعراء العرب في دورتها الخامسة، مع عبد الله أبوبكر الأردني.[14][15]

## مؤلفاتها
من مجموعاتها القصصية:
- «أشياء لا تنمو مرتين»، 2012
- «ربما غداً»، 2020 (ردمك 9789777515818)

من رواياتها:
- «بريد غير مقروء»، 2012
- «لماذا على زبيدة أن تنتحر؟»، 2015
- «بيت القشلة»، 2016 (ردمك 9786140119758)

من دواوينها الشعرية:
- «ربع قرن من النظر»، 2014 (ردمك 9786140112391)
- «لا لزوم لك»، 2014 (ردمك 9789954953129)
- «خمس فراشات منزوعة الأجنحة»، 2016 (ردمك 9789777512701)
- «خطة بديلة»، 2019 (ردمك 9788899687083)

## وصلات خارجية
- في موقع الأرشيف المجلات